# Bonus Film
Bonus Film ist eine 2001 in Wien gegründete Filmproduktionsgesellschaft.

## Geschichte
Die Bonus Film GmbH wurde im Sommer 2001 von Filmeditor Oliver Neumann, Filmregisseurin Barbara Gräftner, Kameramann Robert Winkler sowie Steuerberater Michael Mutz gegründet.
Bereits die erste Produktion der Gesellschaft und zugleich Kinospielfilm-Regiedebüt Gräftners, die Tragikomödie Mein Russland (2002), wurde mit dem Max-Ophüls-Preis ausgezeichnet. Im selben Jahr produzierte das Unternehmen Paul Poets Dokumentarfilm über die aufsehenerregende Aktion Christoph Schlingensiefs, der im Wiener Stadtzentrum im Rahmen der Wiener Festwochen einen „Abschiebe-Container“ mit Asylanten ausstellte und mit dem Megaphon Passanten zu Meinungs- und Gefühlsäußerungen provozierte. Der Film, der 2003 mit einem Spezialpreis am WorldFest in Houston ausgezeichnet wurde, wurde 2006 in der Edition Der österreichische Film als DVD veröffentlicht.
Im April 2008 konnte das Unternehmen schließlich mit den Dreharbeiten zur Verfilmung der Kult-Fernsehserie der 1970er-Jahre, Ein echter Wiener geht nicht unter beginnen. Die Tragikomödie Echte Wiener – Die Sackbauer-Saga erschien am 19. Dezember 2008 in den österreichischen Kinos und erreichte bis Jahresende rund 160.000 Kinobesucher (Zuschauer gesamt: 370.761), womit der Film zur erfolgreichsten österreichischen Produktion des Jahres 2008 wurde. Bonusfilm erhielt bei der Diagonale 2008 den Preis als beste Produktionsfirma im Jahre 2008.
Im Jahr 2010 startet der Nachfolgefilm zu „Echte Wiener“. Aus budgetären Gründen waren große technische und personelle Änderungen nötig. Als Regisseurin des 2. Teiles fungiert Barbara Gräftner. „Echte Wiener - Die Deppat´n und die Gspritzt´n“ wird der erste Kinofilm Europas sein, der auf der Digitalen Spiegelreflexkamera (DSLR) 7D gedreht werden wird. Der Film soll ab Mai 2010 gedreht werden und am 16. Dezember 2010 in die österreichischen Kinos kommen. Das ursprüngliche Drehbuch, auch für die Fortsetzung, stammte von Ernst Hinterberger. Nachdem seine Version, seiner Ansicht nach, „auf den Kopf gestellt“ wurde, distanzierte er sich davon und spricht von „geistigem Vater-Mord“.

## Filmografie
Kinofilme:
- 2002: Mein Russland (Spielfilm, 93 min, Regie: Barbara Gräftner)
- 2002: Ausländer raus! Schlingensiefs Container (Dokumentarfilm, 90 min, Regie: Paul Poet)
- 2005: Unterwegs nach Heimat (Dokumentarfilm, Koproduktion mit Zeggl-Film, 137 min, Regie: Barbara Gräftner)
- 2006: Children of the Prophet (Dokumentarfilm, Koproduktion mit Freibeuter Film, 86 min, Regie: Sudabeh Mortezai)
- 2008: Echte Wiener – Die Sackbauer-Saga (Spielfilm, 90 min, Regie: Kurt Ockermüller)
- 2010: Echte Wiener 2 – Die Deppat’n und die Gspritzt’n (Spielfilm, 100 min, Regie: Barbara Gräftner)
- 2015: Der Blunzenkönig (Spielfilm, 90 min, Regie: Leo Maria Bauer)

Fernsehfilme:
- 2004: Gute Arbeit (Dokumentarfilm, 53 min, Regie: Karin Macher)
- 2004: In der Fremde zu Haus (Dokumentarfilm, Koproduktion mit Prisma (Mexiko), 98 min, Regie: Hubert Canaval)
- 2005: Deutschland gegen Deutsch (Dokumentarfilm, Koproduktion mit Kick-Film (Deutschland), 90 min, Regie: Michael Junker)
- 2005: Der Traum vom Schweben (Dokumentarfilm, Koproduktion mit Troika Entertainment (Deutschland) und BBR (Kanada), 90 min, Regie: Barbara Gräftner)
- 2006: Mutterherz (Spielfilm, 80 min, Regie: Barbara Gräftner)
- 2006: Die Testamentmaschine (Teil der Filmreihe 8 × 45, 45 min, Regie: Barbara Gräftner)